# Lonicera siamensis
Lonicera siamensis är en kaprifolväxtart som beskrevs av James Sykes Gamble. Lonicera siamensis ingår i släktet tryar, och familjen kaprifolväxter. Inga underarter finns listade i Catalogue of Life.